# Oblačina
Oblačina (en serbe cyrillique : Облачина) est un village de Serbie situé dans la municipalité de Merošina, district de Nišava. Au recensement de 2011, il comptait 446 habitants.

## Géographie
Oblačina se trouve à 1 km du lac d'Oblačina (en serbe : Облачинско језеро et Oblačinsko jezero), qui offre des possibilités pour le tourisme.

## Démographie

### Évolution historique de la population
| 1948 | 1953 | 1961 | 1971 | 1981 | 1991 | 2002 | 2011 |
| ---- | ---- | ---- | ---- | ---- | ---- | ---- | ---- |
| 533  | 612  | 574  | 572  | 586  | 501  | 443  | 446  |

|  |